# 史上最強の移動遊園地 DREAMS COME TRUE WONDERLAND 1999 〜夏の夢〜
『史上最強の移動遊園地 DREAMS COME TRUE WONDERLAND 1999 〜夏の夢〜』（しじょうさいきょうのいどうゆうえんち ドリームズカムトゥルー ワンダーランド ナインティーナインティーナイン なつのゆめ）は、DREAMS COME TRUEのライブビデオ。VHSは2000年3月14日 、DVDは2000年11月22日発売。

## 解説
- 4年に一度のライブツアー「WONDERLAND」の模様を商品化。この年は、デビュー10周年を記念し、春、夏、冬に行われた。（なお、「春の夢」は商品化されていないがWOWOWにて放映されている。）
- 「史上最強の移動遊園地 DREAMS COME TRUE WONDERLAND 1999 夏の夢」は全国ホールツアーとして開催され、DREAMS COME TRUEのメンバー3人(当時)とマニピュレーターのみで演奏が行われた。
- 『史上最強の移動遊園地 DREAMS COME TRUE WONDERLAND 1999 〜冬の夢〜』と同時発売。
- ビデオは初回限定で、ジャケットのキャラクター「ナッチ」のマスコット人形付。また、「冬の夢」と同時購入すると、「ドリクマ」のマスコット人形もついた。
- DREAMS COME TRUEのLIVE映像作品としては初めて全曲完全収録された。
- DVDには、特典映像として“ザ ドキュメントDWL'99夏”を収録。

## 収録曲
1. A theme of the WONDERLAND
2. あの夏の花火
3. あはは
4. 夢で逢ってるから
5. そうだよ
6. 4月の雨
7. 2人のDIFFERENCE
8. 愛してる　愛してた
9. 悲しいKiss
10. The signs of LOVE
11. a little waltz
12. せつなくて～オホーツクにたたずむ男～ / アンドレ中村とオホーツクボーイズ
13. 時間旅行
14. 7月7日、晴れ
15. ひさしぶりの I Miss You
16. Don't You Say…
17. STILL
18. サンキュ.
19. LOVE GOES ON…
20. うれしい！たのしい！大好き！
21. 未来予想図
22. 未来予想図 II
23. 星空が映る海
24. 朝がまた来る
25. dragonfly